# Boston (Georgia)
Boston è una città degli Stati Uniti d'America, situata in Georgia, nella Contea di Thomas.